# Клюкино (Воскресенский район)
Клюкино — деревня в составе Нестиарского сельсовета в Воскресенском районе Нижегородской области.

## География
Находится в правобережье Ветлуги на расстоянии примерно 25 километров по прямой на юг от районного центра посёлка Воскресенское.

## История
Деревня известна с первой половины XVIII века. Упоминается с 1795 года, когда в деревне, принадлежавшей помещику П. А. Собакину, учтено было 3 двора и 21 житель. Название дано в одной версии по форме границ деревни, по другой по прозвищу одного из первопоселенцев из Тульской губернии (см. Автулиха). Последним владельцем деревни был Н. Я. Стобеус. Входила в Макарьевский уезд Нижегородской губернии. В 1859 году в деревне было учтено дворов 10, жителей 97, в 1911 40 дворов, в 1925 году 256 жителей. В советское время работал колхоз им. Кирова.

## Население
Постоянное население составляло 75 человек (русские 99 %) в 2002 году, 44 — в 2010.